# Abietano
El Abietano es un hidrocarburo diterpénico el cual es la base estructural de una gran variedad de productos naturales tales como el ácido abiético, el ácido carnósico, y el ferruginol.

## Biosíntesis
El esqueleto de abietano se biosintetiza a partir del diterpeno pirofosfato de copalilo A (el cual proviene del pirofosfato de geranilgeranilo, V. Ruta del mevalonato). Por un mecanismo de adición y eliminación del pirofosfato se forma el catión sandaracopimarenilo B. Éste sufre eliminación de un hidrógeno para formar el sandaracopimareno C. El metilo de la posición 13 migra para formar el sustituyente isopropilo característico del esqueleto de abietano, formándose así el catión abietanonio D. La eliminación da como producto un abietano precursor de muchos otros compuestos, el (-)-abietadieno (E).
Todo este proceso es catalizado por la enzima abietadieno sintasa (EC 4.2.3.18).

## Compuestos con esqueleto de abietano
- Tanshinonas
- Ácido abiético
- Netidioles A y B

- 8,13-Abietadien-18-al
- 5α-7,13-Abietadieno, Aislado de Cedrus, Abies y Pinus.[4] La forma ent-5α se ha aislado de Solidago missouriensis[5] y Helichrysum chionosphaerum.[6]
- 8,13-Abietadieno (Palustradieno, [CAS 41577-36-0] Aislado de Juniperus sabina[7])
- 9(11),12-Abietadieno, CAS 225098-94-2, aislado Vitex rotundifolia.
- 8,12-Abietadieno-11,14-diona (12-Desoxiroileanona [CAS 503064-44-6] aislada de Salvia cilicica.[8])
- 8,13-Abietadieno-11,12-diona [CAS 86510-12-5] aislada de Salvia napifolia.
- Acetato de 6-oxo-1,11,16-trihidroxi-7,15(17)-abietadien-3-ilo (ent-Abienervonina A [CAS 1134495-71-8], aislado de Isodon nervosus[9]).
- Acetato de 1,6,11,16-tetrahidroxi-7,15(17)-Abietadien-3-ilo (Adenantina L [CAS 454703-19-6], aislada de Isodon adenantha[10]).
- (ent-3β,13α,14α)-7,15(17)-Abietadieno-3,14,16,19-tetrol (Rubescensina I [CAS 760948-08-1], aislado de Isodon rubescens[11])
- 14-Metoxi-7,15(17)-abietadieno-3,16,19-triol (Parvifolina M [CAS 913262-44-9] aislada de Isodon parvifolius[12])
- 3,14,16-Trihidroxi-7,15(17)-abietadien-18-al (Enanderianina P [CAS 748783-54-2], aislada de Isodon enanderianus)
- 7,7-Dimetoxi-8,12-abietadieno-6,11,14-triona [CAS 244279-41-2] aislado de Salvia nutans.
- (ent-3β,13βH)-7,15(17)-Abietadieno-3,16,18-triol (Laxiflorina O [CAS 607388-36-3] aislado de Isodon eriocalyx var. laxiflora;[13] el 3-O-β-D-glucopiranosil-(ent-3β,13βH)-7,15(17)-abietadieno-16,18-diol o Xerofinoidido C [CAS 1114568-02-3], fue aislado de Isodon xerophilus[14])
- 8,12-Abietadieno-3,11,14-triona
- Ácido 7,13-abietadien-18-oico
- Ácido 7,13-abietadien-19-oico
- Ácido 8,12-abietadien-18-oico
- Ácido 8,13-abietadien-18-oico (Ácido palústrico [CAS 1945-53-5], aislado de Pinus palustris, Pinus sylvestris, Pinus pallasiana, Pinus pityusa y Pinus caribaea.[15])
- 8,13-Abietadien-19-al (Palustral [CAS 13508-03-7] aislado de Pinus koraiensis[16])
- 8,13-Abietadien-18-ol (Palustrol [CAS 21414-53-9] aislado de Pinus koraiensis y Abies semenovii)
- Ácido 8,13-abietadien-19-oico
- Ácido 8(14),12-abietadien-18-oico
- Ácido 8(14),13(15)-abietadien-18-oico
- 6,8(14)-Abietadien-18-ol
- 7,13-Abietadien-11-ol
- 7,13-Abietadien-12-ol
- 7,13-Abietadien-18-ol (Abietinol [CAS 666-84-2], aislado de Pinus sylvestris, Abies sibirica y Araucaria excelsia; Tigliato de abietinilo, aislado de Solidago rugosa[17])
- 7,13-Abietadien-18-al (Abietinal, CAS 6704-50-3, aislado de Araucaria cooki, Araucaria angustifolia, Pinus sylvestris, Pinus sibirica, Abies sibirica[18])
- 7,13-Abietadien-19-ol
- 7,13-Abietadien-2-ol
- 7,13-Abietadien-3-ol
- 7,13-Abietadien-5-ol
- 8,15(17)-Abietadien-16-ol
- 8,15-Abietadien-19-ol
- 8(14),13(15)-Abietadien-16,12-ólido
- 7,13-Abietadien-3-ona
- Ácido 16,8-abietanolid-19-oico
- 1,5,7,9,13-Abietapentaeno-11,12-diona
- 8,11,13,15-Abietatetraeno
- 6,8,11,13-Abietatetraeno-11,12-diol
- 6,8,11,13-Abietatetraeno-12,16-diol
- 6,8,11,13-Abietatetraeno-12,19-diol
- 6,8,11,13-Abietatetraeno-15,19-diol
- 6,8,11,13-Abietatetraeno-2α,12-diol
- 6,8,11,13-Abietatetraeno-3,12-diol
- 6,8,11,13-Abietatetraeno-7,12-diol
- 6,8,11,13-Abietatetraeno-11,12,14-triol
- 6,8,11,13-Abietatetraeno-6,12,14-triol
- Ácido 5,8,11,13-abietatetraen-18-oico
- Ácido 8,11,13,15-abietatetraen-18-oico
- Ácido 8,11,13,15-abietatetraen-19-oico
- 5,8,11,13-Abietatetraen-11-ol
- 5,8,11,13-Abietatetraen-12-ol
- 6,8,11,13-Abietatetraen-12-ol
- 8,11,13,15-Abietatetraen-11-ol
- 8,11,13-Abietatrien-19-al
- 8,13,15-Abietatrien-19-al
- 8,11,13-Abietatrien-6,14-diol
- 8,11,13-Abietatrieno
- ar-Abietatrieno
- Ácido 8,11,13-abietatrieno-18,20-dioico
- 8,11,13-Abietatrieno-11,12-diol
- 8,11,13-Abietatrieno-11,14-diol
- 8,11,13-Abietatrieno-1,18-diol
- 8,11,13-Abietatrieno-12,14-diol
- 8,11,13-Abietatrieno-12,15-diol
- 8,11,13-Abietatrieno-12,16-diol
- 8,11,13-Abietatrieno-12,18-diol
- 8,11,13-Abietatrieno-12,19-diol
- 8,11,13-Abietatrieno-12,20-diol
- 8,11,13-Abietatrieno-14,18-diol
- 8,11,13-Abietatrieno-15,18-diol
- 8,11,13-Abietatrieno-15,19-diol
- 8,11,13-Abietatrieno-2,12-diol
- 8,11,13-Abietatrieno-2,19-diol
- 8,11,13-Abietatrieno-3,12-diol
- 8,11,13-Abietatrieno-3,14-diol
- 8,11,13-Abietatrieno-3,19-diol
- 8,11,13-Abietatrieno-3,7-diol
- 8,11,13-Abietatrieno-6,12-diol
- 8,11,13-Abietatrieno-7,12-diol
- 8,11,13-Abietatrieno-7,15-diol
- 8,11,13-Abietatrieno-7,18-diol
- 8,11,13-Abietatrieno-7,19-diol
- 6,8,12-Abietatrieno-11,14-diona
- 8,11,13-Abietatrieno-3,7-diona
- 6,8(14),15(17)-Abietatrieno-1,3,11,16-tetrol
- 8,11,13-Abietatrieno-11,12,16,19-tetrol
- 8,11,13-Abietatrieno-11,12,16,20-tetrol
- 8,11,13-Abietatrieno-3,11,12,16-tetrol
- 8,11,13-Abietatrieno-3,11,14,19-tetrol
- 8,11,13-Abietatrieno-6,7,11,12-tetrol
- 8,11,13-Abietatrieno-6,7,12,18-tetrol
- 6,8(14),15-Abietatrieno-3,11,17-triol
- 8,11,13-Abietatrieno-11,12,19-triol
- 8,11,13-Abietatrieno-11,12,20-triol, aislado de Salvia mellifera
- Ácido 11,12-dihidroxi-8,11,13-abietatrien-20-oico (Ácido carnósico [CAS ], aislado de Salvia officinalis, Salvia canariensis, Salvia apiana y Salvia rosmarinus. El ácido 12-hidroxi-11-metoxi-8,11,13-abietatrien-20-oico ha sido aislado de raíces de plantas del género Citrus infectadas con el nemátodo Tylenchulus semipenetrans. El ácido 12-metoxicarnósico [CAS 62201-71-2] fue aislado de Salvia rosmarinus. El 12-metoxi-8,11,13-abietatrien-20,11-ólido fue aislado de Salvia officinalis.[19][20][21][22]
- 8,11,13-Abietatrieno-2,11,12-triol
- 8,11,13-Abietatrieno-2,12,18-triol
- 8,11,13-Abietatrieno-3,12,14-triol
- 8,11,13-Abietatrieno-3,14,19-triol
- 8,11,13-Abietatrieno-5,11,12-triol
- 8,11,13-Abietatrieno-6,11,12-triol
- 8,11,13-Abietatrieno-6,7,12-triol
- 8,11,13-Abietatrieno-7,11,12-triol
- 8,11,13-Abietatrieno-7,15,18-triol
- 8,11,13-Abietatrieno-7,15,19-triol
- Ácido 7,13,15-abietatrien-18-oico
- Ácido 8,11,13-abietatrien-18-oico
- Ácido 8,11,13-abietatrien-19-oico
- Ácido 8,13,15-abietatrien-19-oico
- 5α-8,11,13-Abietatrien-12-ol (Ferruginol, [CAS 514-62-5] ampliamente distribuido entre las plantas; se le ha encontrado sobre todo en Podocarpus ferrugineus, Juniperus excelsa, Salvia mellifera, Taiwania cryptomerioides, Salvia hypargeia, Salvia lanigera, Salvia viridis, Cryptomeria japonica, Chamaecyparis pisifera, Salvia miltiorrhiza, Podocarpus totara, Dacrydium spp., Cupressus spp., Salvia syriaca e Inula royleana).[23] El 14-Hidroxiferruginol [CAS 140670-86-6] fue aislado de Salvia montbretii.[24] El 15-hidroxiferruginol [CAS 76235-93-3] es un constituyente de Chamaecyparis pisifera.[25] El 16-hidroxiferruginol [CAS 96687-74-0] fue encontrado en laThujopsis dolabrata.[26] El 1,3-dioxoferruginil metil éter [CAS 18326-18-6] fue aislado de Cupressus sempervirens[27])
- 6,8,11,13-Abietatetraen-12-ol (Δ6-Deshidroferruginol [CAS 34539-84-9] aislado de Juniperus communis, Podocarpus dacrydioides y Salvia apiana.[28] El 12-metoxi-6,8,11,13-abietatetraeno [CAS 70614-86-7] se aisló de Cryptomeria japonica.
- 8,11,13-Abietatrien-14-ol
- 8,11,13-Abietatrien-15-ol
- 8,11,13-Abietatrien-18-ol
- 8,11,13-Abietatrien-19-ol
- 8,11,13-Abietatrien-2-ol
- 8,11,13-Abietatrien-3-ol
- 8,11,13-Abietatrien-6-ol
- 8,11,13-Abietatrien-7-ol
- 8(14),11,13(15)-Abietatrien-16,12-ólido
- 7,9(11),12-Abietatrien-14-ona
- 8,11,13-Abietatrien-3-ona
- 8,11,13-Abietatrien-7-ona
- 12,16-Epoxi-8,11,13-abietatrieno
- (13β,14α)-7-Abieteno-14,18-diol (Netidiol B [CAS 50837-91-7], 14-acetilnetidiol B [CAS 202477-87-0], 18-acetilnetidiol [CAS 202480-94-2] y 18-(Etil malonoil)-14-acetilnetidiol B [CAS 202477-88-1] aislados de Nepeta teydea[29])
- 8-Abieteno-14,18-diol
- 8(14)-Abieteno-2,13-diol
- 8(14)-Abieteno-3,13-diol
- 8(14)-Abieteno-7,13-diol
- 8(14)-Abieteno-7,18-diol
- 8-Abieteno-7,13-diol
- 7-Abieteno-3,15,16,17,18-pentol
- 8(14)-Abieteno-7,12,13,15,18-pentol
- 8(14)-Abieteno-7,12,13,18-tetrol
- 8(14)-Abieteno-7,13,15,18-tetrol
- 8(14)-Abieteno-6,7,13-triol
- 8(14)-Abieteno-7,13,18-triol
- Ácido 8-abieten-18-oico
- Ácido 9,13-endoperoxi-8(14)-abieten-18-oico
- Ácido 15(17)-Abieten-16,8-ólid-18-oico
- 15(17)-Abieten-16,8-ólid-19-oico
- 5-Abieten-7-ona
- 3,14,16-Trihidroxi-7,15(17)-abietadien-18-al
- 12,16,17-Trihidroxi-8,12-abietadieno-11,14-diona
- 6,7,12-Trihidroxi-8,12-abietadiene-11,14-diona
- 7,12,16-Trihidroxi-8,12-abietadiene-11,14-diona
- 1,8,14-Trihidroxi-2,13(15)-abietadien-16,12-ólido
- 7,11,12-Trihidroxi-8(14),13(15)-abietadien-16,12-ólido
- 8,14,17-Trihidroxi-11,13(15)-abietadien-16,12-ólido

Los abietanos incluyen además a los furanoabietanos, secoabietanos y secofriedoabietanos, nor- y homoabietanes, abeoabietanos (como las egiptinonas) y dímeros del abietano.